# SN 2003fy
SN 2003fy – supernowa odkryta 24 maja 2003 roku w galaktyce A142009+5302. W momencie odkrycia miała maksymalną jasność 23,80m.